# 鲍先志
鲍先志（1911年3月6日—1988年12月30日），中国人民解放军中将。1955年获二级八一勋章、二级独立自由勋章、一级解放勋章，1988年获一级红星功勋荣誉章。